# 60 Aurigae
60 Aurigae, som är stjärnans Flamsteed-beteckning, är en dubbelstjärna i den mellersta delen av stjärnbilden Kusken. Den har en kombinerad skenbar magnitud på ca 6,32 och är mycket svagt synlig för blotta ögat där ljusföroreningar ej förekommer. Baserat på parallaxmätning inom Hipparcosuppdraget på ca 15,2 mas, beräknas den befinna sig på ett avstånd på ca 210 ljusår (ca 66 parsek) från solen. Den rör sig bort från solen med en heliocentrisk radialhastighet av ca 32 km/s.

## Nomenklatur
60 Aurigae är även katalogiserad som HR 2541 och HD  50037. Beteckningen 60 Aurigae har ibland identifierats med Psi8 Aurigae, men SIMBAD listar Psi8 Aurigae som 61 Aurigae.

## Egenskaper
Primärstjärnan 60 Aurigae A är en vit stjärna i huvudserien. Den har en radie som är ca 3 solradier och utsänder ca 12 gånger mera energi än solen från dess fotosfär vid en effektiv temperatur på ca 6 200 K.
Paret har en kombinerad spektralklass av F5 V.  Primärstjärnan 60 Aurigae A kan vara en stjärna av spektraltyp A med en skenbar magnitud av 6,47,  medan den svagare följeslagaren av magnitud 8,96 möjligen är en stjärna av spektraltyp G. Paret kretsar kring varandra med en omloppsperiod av 271,1 år vid en vinkelseparation på 0,793 bågsekunder.